# Sinfonia n. 2 (Mozart)
La Sinfonia n. 2 (K 17) in si bemolle maggiore, attribuita a Wolfgang Amadeus Mozart, fu scritta probabilmente dal padre Leopold.
Nella prima edizione del catalogo Köchel le è stata assegnato il numero K 17 mentre, nella sesta edizione, la sinfonia è indicata come "Supplemento C 11.02" ed è anche catalogata come Eisen B 6 nel catalogo di Cliff Eisen delle sinfonie di Leopold Mozart.

## Struttura
La sinfonia è composta da quattro movimenti:
1. Allegro
2. (Andante)[2]
3. Minuetto I & II
4. Presto

La pubblicazione della sinfonia nella Alte Mozart-Ausgabe, la prima edizione completa delle opere di Mozart, mostra diversi punti in cui sono indicate piccole note fornite dall'editore, facendo pensare che questa fosse una composizione incompiuta. A supporto di ciò, nella partitura del "Minuetto I" solo la parte del primo violino e quella del violoncello/contrabbasso sono complete; le parti del secondo violino e della viola sono state invece totalmente scritte ex-novo dall'editore.
Poiché K 17 non è più considerata un'opera di Mozart, la Neue Mozart-Ausgabe non la include nella sua edizione.